# پای بلوبری
پای بلوبری یا پای سیاه گیله (انگلیسی: Blueberry pie)، پایی است که با بلوبری پر شده است. پای بلوبری به راحتی درست می‌شود زیرا نیازی به پوسته زدن یا پوست کندن میوه ندارد. معمولاً پوسته بالایی و پایینی دارد. پوسته رویی می‌تواند دایره ای باشد، اما پای همچنین می‌تواند دارای پوسته کرامبل یا بدون پوسته باشد. پای بلوبری اغلب در فصل تابستان که بلوبری در نیم‌کره شمالی محصول می‌دهد، خورده می‌شود.

## نگارخانه

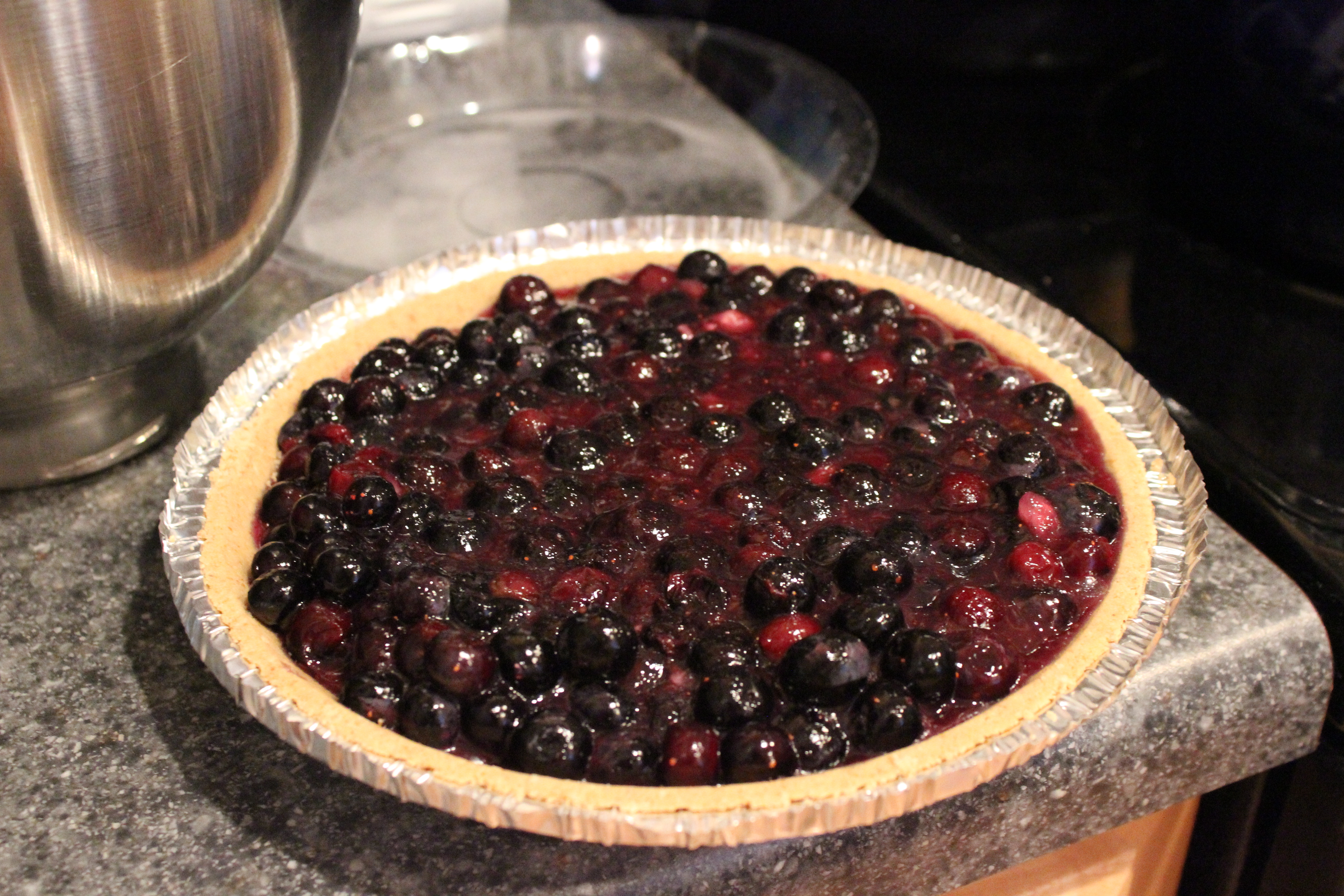
پای بلوبری درپوسته تردک گراهام
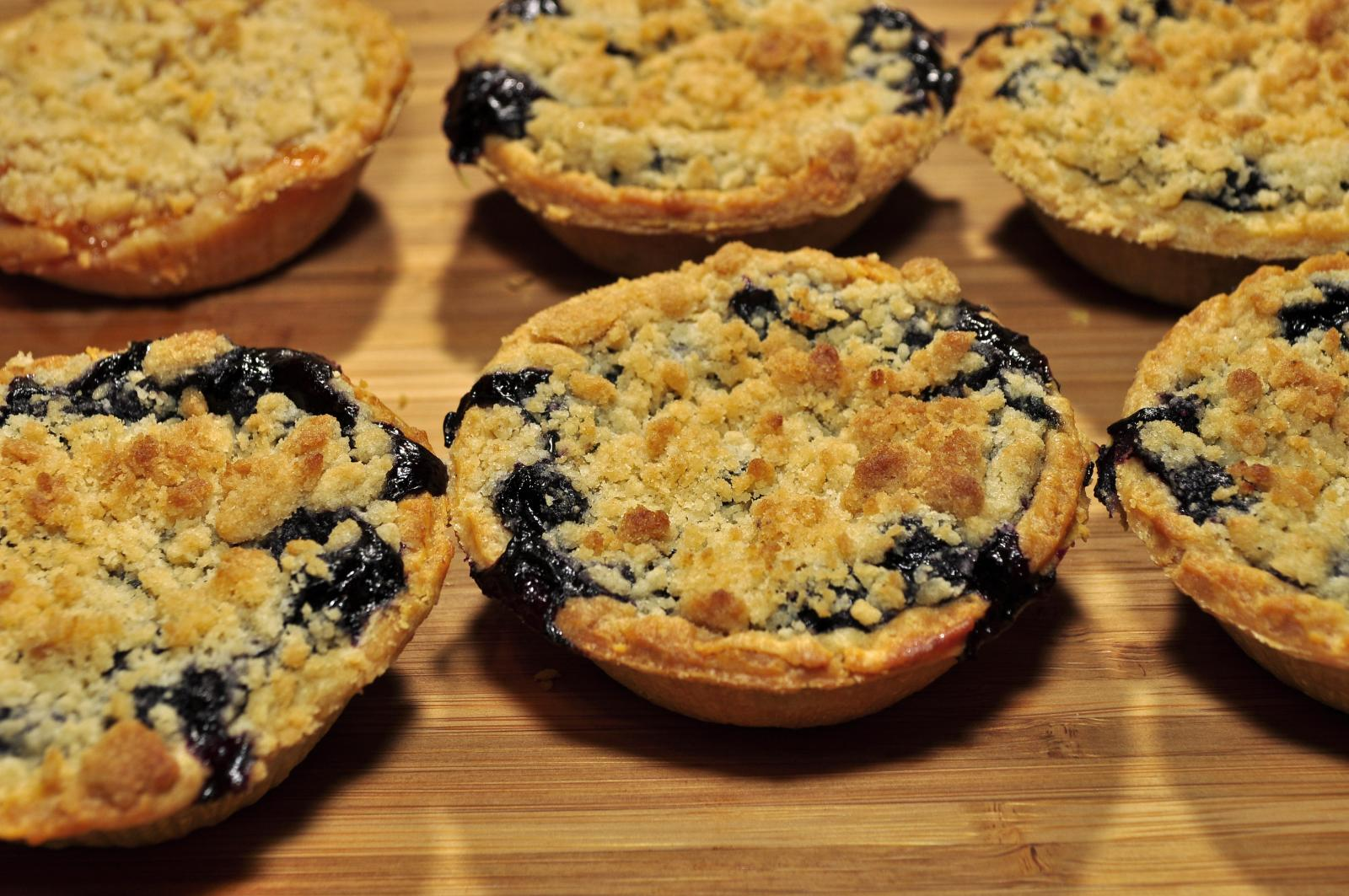
پای بلوبری مینیاتوری